# أريان زوكر
أريان زوكر (بالإنجليزية: Arianne Zucker) مواليد 3 يونيو 1974 في كاليفورنيا، الولايات المتحدة، هي ممثلة أمريكية.

## وصلات خارجية
- الموقع الرسمي
- أريان زوكر على موقع IMDb (الإنجليزية)
- أريان زوكر على موقع قاعدة بيانات الفيلم (الإنجليزية)